# Synallaxis castanea
Synallaxis castanea là một loài chim trong họ Furnariidae.
Loài này được tìm thấy ở Vùng ven biển Venezuela.
Môi trường sống tự nhiên của nó là rừng ẩm nhiệt đới hoặc cận nhiệt đới và rừng trước đây bị suy thoái nặng nề.